# کلمبیا (اویلا)
کلمبیا (انگلیسی: Colombia, Huila) نام شهری در کشور کلمبیا است.